# Tomás Mejía

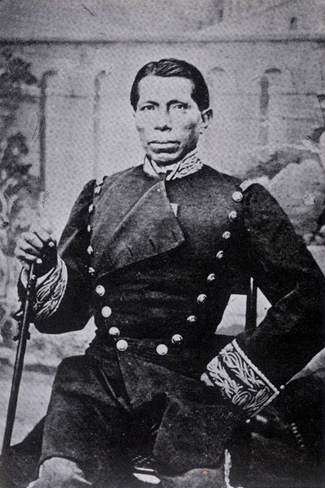
Tomás Mejía

Tomás Mejía (Pinal de Amoles, 17 september 1820 - Querétaro, 19 juni 1867) was een Mexicaans militair.
Mejía was afkomstig uit de Sierra Gorda in de staat Querétaro en was van indiaanse afkomst. Hij sloot zich in 1841 aan bij het leger en vocht in de Mexicaans-Amerikaanse oorlog in de slag van La Angostura. Mejía, een conservatief, nam in 1855 de wapenen op tegen de nieuwe liberale regering. Hij voerde een guerrillaoorlog met een klein legertje vanuit de bergen en bij het uitbreken van de Hervormingsoorlog in 1858 sloot hij zich aan bij het conservatieve leger, en vocht in onder andere Salamanca en Tacubaya. Na die laatste slag werd hij tot divisiegeneraal benoemd.
Na de nederlaag van de conservatieven in 1861 weigerde hij de wapenen neer te leggen. Hij leidde een conservatieve verzetshaard in de Sierra Gorda en wist zelfs de liberale generaal Mariano Escobedo gevangen te nemen. Hij toonde zich een van de taaiste tegenstanders van de liberalen en Congres van de Unie zette een prijs op zijn hoofd. Toen de Fransen intervenieerden aan de zijde van de conservatieven sloot Mejía zich aan bij de Fransen, en diende in het leger van het Tweede Mexicaanse Keizerrijk van Maximiliaan van Habsburg, die in 1863 door de Fransen als keizer was geïnstalleerd. Mejía wist voor het keizerrijk Monterrey, Saltillo en Matamoros in te nemen op de liberalen.
Toen het Franse leger zich terugtrok werd hij door Maximiliaan benoemd tot bevelhebber van de derde divisie met hoofdkwartier in San Luis Potosí. Toen de liberalen steeds verder oprukten viel hij echter terug naar Querétaro, de plaats die door Maximiliaan was uitgekozen als laatste bolwerk tegen de liberalen. Mejía kreeg samen met Miguel Miramón het bevel over de verdediging van Querétaro. Hij wist de liberalen aanvankelijk af te slaan, maar uiteindelijk bleken de conservatieven niet opgewassen tegen de liberale overmacht. Mejía, Miramón en Maximiliaan werden gevangengenomen en op 19 juni 1867 door de liberalen geëxecuteerd.
- Biblioteca Nacional de España: XX1563793
- Bibliothèque nationale de France: cb122879118 (data)
- Gemeinsame Normdatei: 119085992
- International Standard Name Identifier: 0000 0000 2881 8825
- Library of Congress Control Number: n91108374
- Nationale Bibliotheek van Israël: 987007459350105171
- SNAC: w6c253j7
- Système universitaire de documentation: 227787226
- Virtual International Authority File: 37719003
- WorldCat: E39PBJwXcrvGhjMTCDGCRCHV4q